# Den första snön
Den första snön (engelska: The First Snow of Winter) är en brittisk animerad kortfilm från 1998, producerad av Hibbert Ralph Entertainment och Link Entertainment. Filmen hade premiär på BBC den 25 december 1998.
Filmen tillägnades Dermot Morgan, som gjorde originalrösten till en av karaktärerna och som gick bort innan filmen hade premiär.
År 1999 tilldelades filmen en BAFTA Children's Award.

## Handling
Handlingen utspelar sig på Irland, där vintern närmar sig och landets fåglar gör sig redo att flyga söderut mot varmare breddgrader. En ung och våghalsig anka vid namn Sam Anka går på äventyr tillsammans med sin vän Pelle, en lunnefågel. Sam undviker nätt och jämnt att hamna i gapet på en hungrig räv, innan hans mor hämtar hem honom. När Sam och hans familj har påbörjat flytten söderut, avviker Sam från resten av familjen för att skrämma en flock fiskmåsar och lyckas tappa bort sina föräldrar. Han kolliderar därefter med ett Boeing B-9 jetflygplan och bryter sin vinge, vilket resulterar i att han omöjligt kan lämna Irland och försöka hinna ikapp sin familj. Sams mamma vänder tillbaka för att leta efter sin son, men tror till sin förfäran att Sam har blivit uppäten av räven, när hon ser ett par rävungar leka med några vita fjädrar.
En sympatisk vattensork vid namn Åke förbereder sig samtidigt för sin vinterdvala, men beslutar sig för att hjälpa Sam att komma tillrätta inför den antågande vintern. Han lär Sam hur man skaffar mat och hur man konstruerar ett varmt rede. Sam finner en vän i Åke, som lär honom att spela på ett grässtrå och dessutom dansar en irländsk folkdans tillsammans med Sam och en fårflock. Sam ber Åke att hålla honom sällskap under vintern, men Åke förklarar att han måste gå i ide. Under sin första natt i ensamhet uthärdar Sam en snöstorm och söker skydd i en övergiven gummistövel. Dagen därpå upptäcker Sam att Pelle också har blivit kvarlämnad. Pelle, som är illa däran efter att ha tillbringat natten ute i den kraftiga snöstormen, vårdas av Sam och de två vännerna håller varandra sällskap resten av vintern.
När våren kommer väntar Sam och Pelle ivrigt på att få återse sina respektive familjer. De två fåglarna blir emellertid åter jagade av räven och flyr ombord på en närbelägen båt, där de blir inträngda i ett hörn. Åke återvänder då för att rädda de två vännerna, och Sam lyckas driva iväg räven. I stridens hetta upptäcker Sam att hans vinge har läkt och att han har återfått flygförmågan. Därpå återvänder flyttfåglarna och Sam och Pelle återförenas med sina familjer. Sam och Åke dansar ännu en irländsk dans.

## Rollista
| Figur                | Originalröst     | Svensk röst        |
| -------------------- | ---------------- | ------------------ |
| Sam Anka/Sean McDuck | Miriam Margolyes | Sebastian Paulsson |
| Åke/Voley            | Dermot Morgan    | Göran Forsmark     |
| Pelle/Puffy          | Kate Sachs       | Joakim Beutler     |
| Mamma Anka           | Sorcha Cusack    | Kajsa Reingardt    |
| Pappa Anka           | Neil McCaul      | Ole Forsberg       |